# بیرگر ملینگ
بیرگر ملینگ (انگلیسی: Birger Meling؛ زادهٔ ۱۷ دسامبر ۱۹۹۴) بازیکن فوتبال اهل نروژ است.
از باشگاه‌هایی که در آن بازی کرده‌است می‌توان به باشگاه فوتبال استابک اشاره کرد.
وی همچنین در تیم‌های ملی فوتبال زیر ۲۱ سال نروژ و نروژ بازی کرده‌است.